# Юйлінь (Шеньсі)
Юйлінь (спрощ.: 榆林; піньїнь: Yùlín) — міський округ у китайській провінції Шеньсі.

## Клімат
Місто знаходиться у зоні, котра характеризується кліматом тропічних степів. Найтепліший місяць — липень із середньою температурою 22.9 °C (73.2 °F). Найхолодніший місяць — січень, із середньою температурою -9 °С (15.8 °F).
| Клімат Юйліня           | Клімат Юйліня | Клімат Юйліня | Клімат Юйліня | Клімат Юйліня | Клімат Юйліня | Клімат Юйліня | Клімат Юйліня | Клімат Юйліня | Клімат Юйліня | Клімат Юйліня | Клімат Юйліня | Клімат Юйліня | Клімат Юйліня |
| Показник                | Січ.          | Лют.          | Бер.          | Квіт.         | Трав.         | Черв.         | Лип.          | Серп.         | Вер.          | Жовт.         | Лист.         | Груд.         | Рік           |
| Середній максимум, °C   | −2,4          | 1             | 8,1           | 16,5          | 22,9          | 26,8          | 28            | 26,1          | 20,8          | 14,7          | 6,1           | −1,2          | 14            |
| Середня температура, °C | −9            | −5,3          | 2,5           | 10,4          | 16,6          | 20,7          | 22,9          | 21,4          | 15,7          | 9,3           | 0,6           | −7,3          | 8,2           |
| Середній мінімум, °C    | −16,5         | −12,8         | −4,9          | 2,2           | 8,4           | 12,6          | 15,8          | 14,6          | 8,6           | 1,9           | −6,5          | −14,2         | 0,8           |
| Норма опадів, мм        | 2.7           | 4.5           | 10.6          | 23.2          | 32            | 43.2          | 94.3          | 105.9         | 55.5          | 26.4          | 9.4           | 2.4           | 410.1         |
| Днів з опадами          | 2,2           | 3             | 4,1           | 5,9           | 5,9           | 8             | 12,3          | 12,5          | 11,2          | 7             | 3,5           | 1,5           | 77,1          |
| Вологість повітря, %    | 54.7          | 52.6          | 48.8          | 44.3          | 45.4          | 50.4          | 62.9          | 68            | 67.9          | 63.9          | 61.1          | 59.4          | 56.6          |
| ----------------------- | ------------- | ------------- | ------------- | ------------- | ------------- | ------------- | ------------- | ------------- | ------------- | ------------- | ------------- | ------------- | ------------- |
| Джерело: Weatherbase    |               |               |               |               |               |               |               |               |               |               |               |               |               |

## Адміністративний поділ
Міський округ поділяється на 1 район і 11 повітів:
| Карта                                                                                       | Карта    | Карта    | Карта            | Карта       |
| ------------------------------------------------------------------------------------------- | -------- | -------- | ---------------- | ----------- |
| Юйян Шеньму Фугу Хеншань Цзінбянь Дінбянь Суйде ① Цзясянь ② Цінцзянь Цзичжоу ① Мічжи ② Убао |          |          |                  |             |
| Статус                                                                                      | Назва    | Оригінал | Населення (2009) | Площа (км²) |
| Район                                                                                       | Юйян     | 榆阳区   | 520 000          | 7053        |
| Повіт                                                                                       | Шеньму   | 神木县   | 410 000          | 7635        |
| Повіт                                                                                       | Фугу     | 府谷县   | 230 000          | 3212        |
| Повіт                                                                                       | Хеншань  | 横山县   | 350 000          | 4084        |
| Повіт                                                                                       | Цзінбянь | 靖边县   | 320 000          | 5088        |
| Повіт                                                                                       | Дінбянь  | 定边县   | 330 000          | 6920        |
| Повіт                                                                                       | Суйде    | 绥德县   | 360 000          | 1878        |
| Повіт                                                                                       | Мічжи    | 米脂县   | 220 000          | 1212        |
| Повіт                                                                                       | Цзясянь  | 佳县     | 260 000          | 2144        |
| Повіт                                                                                       | Убао     | 吴堡县   | 80 000           | 428         |
| Повіт                                                                                       | Цінцзянь | 清涧县   | 220 000          | 1881        |
| Повіт                                                                                       | Цзичжоу  | 子洲县   | 310 000          | 2043        |